# Караманите
Караманите (болг. Караманите) — село в Болгарии. Находится в Варненской области, входит в общину Вылчи-Дол. Население составляет 383 человека.

## Политическая ситуация
В местном кметстве Караманите, в состав которого входит Караманите, должность кмета (старосты) исполняет Атанас Гочев Атанасов (Болгарская социалистическая партия (БСП)) по результатам выборов правления кметства.
Кмет (мэр) общины Вылчи-Дол — Веселин Янчев Василев (независимый) по результатам выборов в правление общины.